# 2663 Miltiades
2663 Miltiades è un asteroide della fascia principale. Scoperto nel 1960, presenta un'orbita caratterizzata da un semiasse maggiore pari a 2,2331763 UA e da un'eccentricità di 0,1397293, inclinata di 6,22020° rispetto all'eclittica.